# Чиказька школа неоарістотеліанців
Чиказька школа неоарістотеліанців — група літературних критиків при Чиказькому університеті в 1920-1940-х роках. Іноді її відносять до різновиду літературного формалізму, але найчастіше протиставляють ідейному напрямку «Нової критики». У той час як «нові критики» серйозно займалися формою і тим, що Арістотель називає диктум, «Чиказька школа» вважала за краще займатися більш цілісним підходом до літературного аналізу. Вони спиралися на арістотелевський ієрархічний список наративних елементів. Відповідно до Арістотеля і «Чиказької школи», найважливішим аспектом твору є сюжет (наратив), за яким йде персонаж, ідея і тільки потім диктум.
До головних представників «Чиказької школи» відносяться Роналд Крейн і Елдер Олсон. Пізніше традицію «Чиказької школи» розвивали Вейн Бут і Джеймс Пелан. Основні твори критиків «Чиказької школи» — це «Трагедія і теорія драми» (Tragedy and the Theory of Drama) Олсона, збірник «Критики і критицизм» (Critics and Criticism) під редакцією Крейна і «Риторика художньої літератури» (The Rhetoric of Fiction) Бута.